# Antoine-François Gauthier des Orcières
Pour les articles homonymes, voir Gauthier.
Antoine-François Gauthier des Orcières, né le 28 novembre 1752 à Bourg-en-Bresse (Bresse, actuel département de l'Ain), mort le 1er mai 1838 à Saint-Marcellin (département de l'Isère), est un homme politique de la Révolution française. Il est surnommé Gauthier de l'Ain pour être différencié de son collègue et paronyme René-Claude Gaultier, député des Côtes-d'Armor. 

## Biographie
Issu  d’une famille de juristes, avocat au barreau de Bourg-en-Bresse, il s'opposa à la noblesse et au clergé de Bresse par ses écrits de 1788. 

### Mandat à la Constituante
Antoine-François Gauthier est élu représentant du tiers état pour le bailliage de Bourg-en-Bresse, le troisième sur quatre, aux États généraux de 1789. Il siège sur les bancs de la gauche de l'Assemblée. En mai 1791, il vote en faveur du rattachement du Comtat Venaissin à la France. 
La monarchie constitutionnelle instituée par la constitution du 3 septembre 1791 prend fin à l'issue de la journée du 10 août 1792 : les bataillons de fédérés bretons et marseillais et les insurgés des faubourgs de Paris prennent le palais des Tuileries. 

### Mandat à la Convention
En septembre 1792, Gauthier, alors procureur-syndic de l'Ain, est élu député du département, le deuxième sur six, à la Convention nationale. Il siège sur les bancs de la Montagne. Lors du procès de Louis XVI, il vote la mort et rejette l'appel au peuple et le sursis à l'exécution de la peine. En avril 1793, il est absent lors du scrutin sur la mise en accusation de Jean-Paul Marat. En mai de la même année, il est également absent au scrutin portant sur le rétablissement de la Commission des Douze.
Fin avril, Gauthier est désigné représentant en mission auprès de l'armée des Alpes aux côtés d'Antoine-Louis Albitte, d'Edmond Dubois-Crancé et de Pierre-Claude Nioche. En octobre, Dubois-Crancé et Gauthier, soupçonnés de modérantisme, sont décrétés d'arrestation par le Comité de Salut public. Revenus à la Convention, ils se justifient de leur conduite et sont remis en liberté.
En fructidor an II (août 1794), il est envoyé en mission dans les départements de l'Isère et du Mont-Blanc afin d'y épurer les autorités constituées. Ses pouvoirs sont étendus aux départements des Basses-Alpes et des Hautes-Alpes en vendémiaire an III (septembre 1794). 
En ventôse an III (mars 1795), de retour à la Convention, il est élu membre du Comité de Sûreté générale, dont il sort en messidor (juillet). Il intègre de nouveau le Comité en thermidor (août) jusqu'à la clôture de la Convention en brumaire an IV (octobre 1795). 

### Du Directoire à la Monarchie de Juillet
En brumaire an IV (octobre 1795), Gauthier, qui n'a pas été réélu député par le département de l'Ain, est nommé député du Conseil des Anciens par ses pairs, en vertu du décret des deux-tiers pour compléter le corps législatif.  
Bonaparte le nomme juge et président du tribunal de première instance de la Seine sous le Consulat et l'Empire. 
Durant les Cent-Jours, Gauthier est nommé conseiller à la cour d'appel de Paris. Il est frappé par la loi du 12 janvier 1816 comme régicide et soutien à Napoléon Bonaparte. Il s'exile en Belgique puis Suisse et peut revenir en France à la faveur des Trois Glorieuses. 
Il était le cousin du général Jean-Bernard Gauthier de Murnan. Il avait épousé, le 7 décembre 1785 Magdeleine Sophie Rosario de Nervo, à Lyon.
Les papiers personnels d'Antoine-François Gauthier des Orcières sont conservés aux Archives nationales sous la cote 189AP.

## Sources
- « Antoine-François Gauthier des Orcières », dans Adolphe Robert et Gaston Cougny, Dictionnaire des parlementaires français, Edgar Bourloton, 1889-1891 [détail de l’édition]
- Archives parlementaires de 1787 à 1860 : recueil complet des débats législatifs et politiques des Chambres françaises. Première série, 1787 à 1799. Tome LXXI.